# Texas Rangers (architetti)
I Texas Rangers sono stati un gruppo di architetti che ha insegnato presso la University of Texas School of Architecture ad Austin, Texas dal 1951 al 1958.

## Storia
Il gruppo dei Texas Rangers cominciò con l'incarico di Harwell Hamilton Harris come primo direttore della scuola nel 1951. Harris, entusiasmato da un nuovo approccio al disegno ispirato dal primo membro del Bauhaus, Josef Albers, cominciò ad arruolare architetti per insegnare nella sua scuola in cui l'approccio per il disegno e l'architettura fu appunto simile ad Albers. Fra gli architetti che Harris era riuscito ad attrarre alla University of Texas School of Architecture c'erano Colin Rowe, John Hejduk, Robert Slutzky, Werner Seligmann, Lee Hirsche, Bernhard Hoesli, Lee Hodgden, e John Shaw.